# Ordre du Mérite aéronautique (Roumanie)
L'Ordre du Mérite aéronautique (en roumain : Ordinul Regal Virtutea Aeronautică) est une décoration civile et militaire du royaume de Roumanie, qui a existé de 1930 à 1947.

## Historique

Insignes de l'Ordre
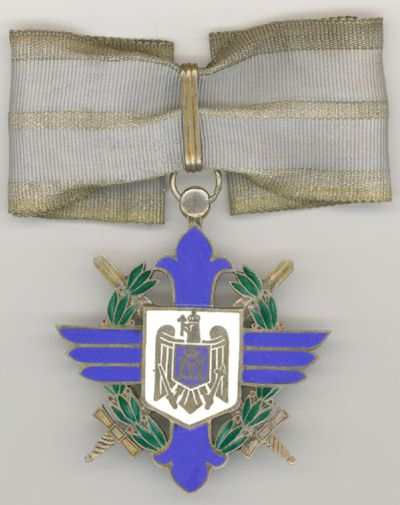
Commandeur
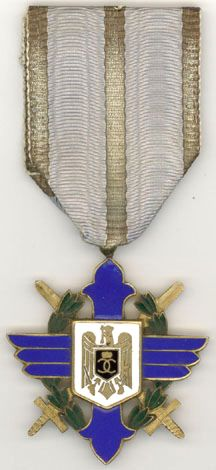
Officier
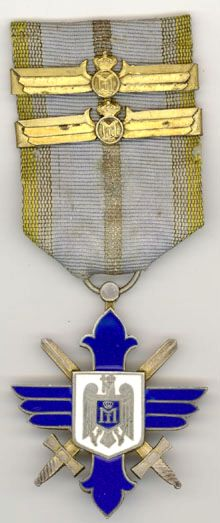
Chevalier
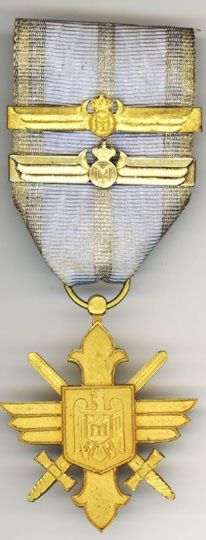
Croix d'or

## Récipiendaires célèbres
- Marcel Lalouette
- Smaranda Brăescu